# 古埃及探祕：尼羅河畔的金字塔世界
《古埃及探祕：尼羅河畔的金字塔世界》（法語：À la recherche de l’Égypte oubliée，直譯：追尋被遺忘的埃及）是法國埃及學家尚·韋寇的插畫專題論著，專論古埃及文明的發現史和埃及學的源起。法文原版於1986年由加利瑪出版社在巴黎發行，是為該出版社旗下的「加利瑪發現文庫」第1種書目；臺灣時報文化於1994年推出中譯本，作為其旗下的「發現之旅叢書」第2集；簡體譯本在1998年推出，由上海書店出版社發行。該書曾獲頒1987年法蘭西基金會文學獎。

## 簡介

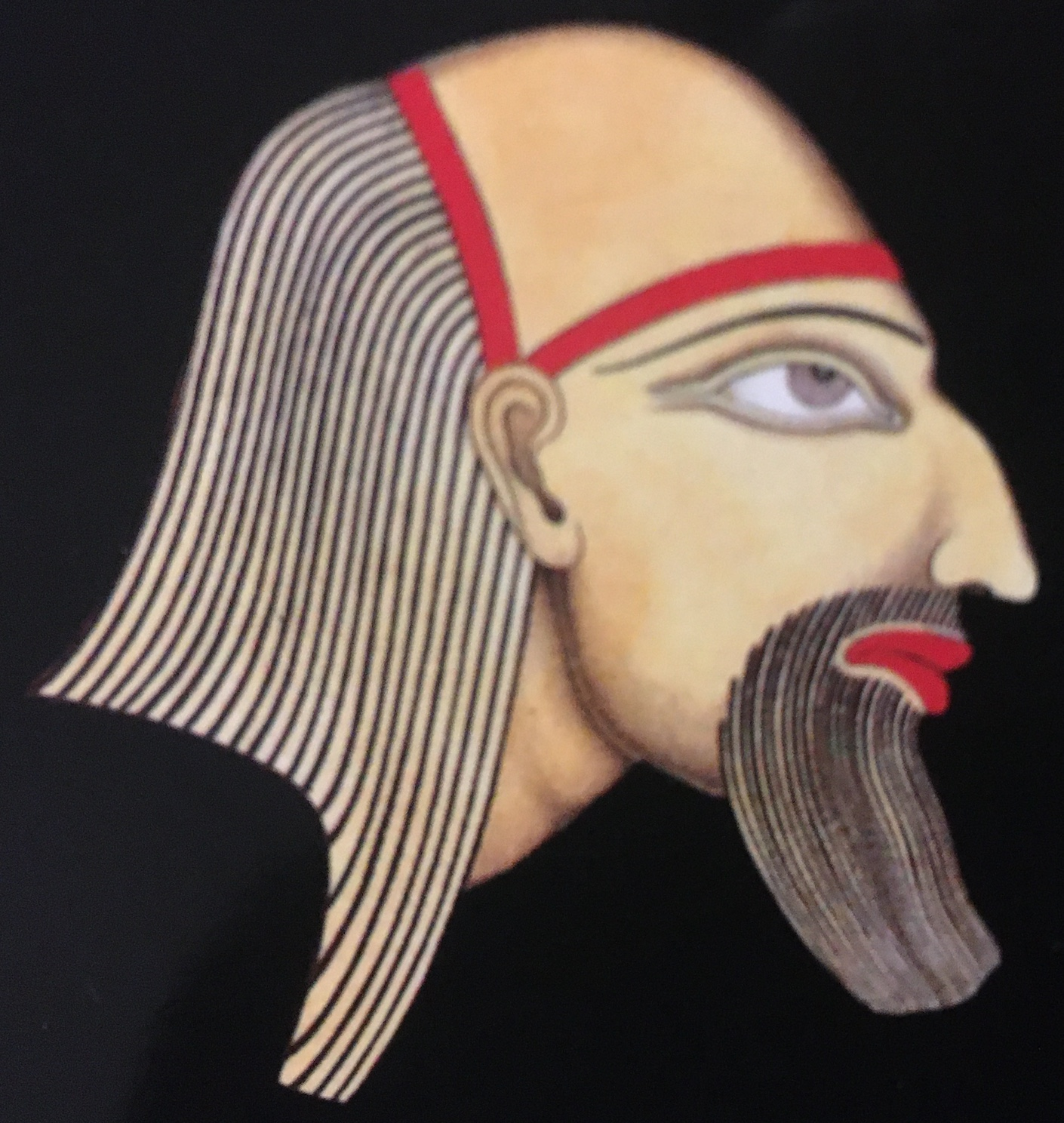
封底圖：商博良《埃及和努比亞古文物》中的插圖，1845年

公元四世紀，信奉基督教的皇帝狄奧多西一世下令關閉羅馬帝國境內的所有異教神殿。無法預料的後果接踵而至，原本繼續使用於宗教儀式的古埃及象形文字，因異教被禁而漸漸遭人遺忘，法老王時代的古埃及隨其文字徹底陷入沉眠。直到一千四百多年後的1798年，拿破崙一世的埃及遠征軍開啓了日後西方研究古埃及文明的濫觴，隨之出版的《埃及記行》在歐洲掀起埃及熱。1822年，法國語言學家尚-法蘭索瓦·商博良破譯埃及象形文字，埃及學自此誕生。
《古埃及探祕：尼羅河畔的金字塔世界》原屬「迷你」口袋叢書「加利瑪發現文庫」中的「考古」系列（Série Archéologie），也就是說，本書的主題是自古希臘－羅馬時代以降對古埃及文明的發現史，以及研究在該文明區域內出土的考古遺蹟、遺物、文獻資料，以及破譯古埃及象形文字（埃及學史），而非古埃及文明本身的歷史。
依「加利瑪發現文庫」的「圖像閱讀」傳統，該書奠基於豐富的圖像文獻，用平滑度高且光澤感強的雪銅紙印製，將文本和高品質的視覺圖像巧妙結合，達成圖文互動的影像蒙太奇式編排，為閱讀增添趣味，猶如觀賞一部電視紀錄片。換言之，「貨眞價實的專題論著，以藝術圖書的標準編輯出版」，幾乎有如充滿彩色插畫的「圖像小說」。

## 章節
| “ | 這是一個石頭的世界：金字塔的石頭，神廟的石頭，雕像的石頭，都已陷入千年泥沙，被人遺忘。這是一個符號的世界：雕刻的符號，敍述的符號，神祕莫測，不可理解。遊客、冒險家，學者、考古學家，他們的目光、鉛筆、鍬斧和量尺，將使這個沉睡的無聲世界恢復生機:封底文案。 | ” |

- 開卷「片花」（Pré-générique，pp. 1–9），為一系列佔據整頁的彩色插圖，由法國插畫家多明妮歌·蒂博（Dominique Thibault）依據古埃及彩繪浮雕繪製，例如出自阿門希爾霍普舍夫（英语：Amun-her-khepeshef (20th dynasty)）墓葬中的拉美西斯三世彩色浮雕（p. 9）；
- 第一章——消失的法老（La disparition de l’Égypte des Pharaons，pp. 13–17）：亞歷山卓城圖書館的消亡（據說當年藏書達七千萬冊），以及遭遇同樣命運的賽拉潘神廟（英语：Serapeum of Alexandria），為解讀法老王時代的古埃及歷史蒙上陰影。幸運的是，我們仍然擁有其他資料來源，比如《聖經》就是其中之一，作者在該書中明確指出了這一點。
- 第二章——古代的旅行者（Les voyageurs de l’Antiquité，pp. 19–27）：古典時代的作家、史學家如希羅多德、西西里的狄奧多羅斯、史特拉波以及普魯塔克等，都或多或少地為古埃及留下見證。此外，羅馬皇帝哈德良、塞提米烏斯·塞維魯斯，羅馬將領日耳曼尼庫斯等人也在金字塔國度留下足跡。
- 第三章——尼羅河畔的十字軍、僧侶和收藏家（Croisés, moines et curieux au fil du Nil，pp. 29–51）：中世紀埃及（英语：Egypt in the Middle Ages）是伊斯蘭教國家，與基督教西方頗有隔閡。雖然在十字軍東征時期出現了幾篇有關埃及的介紹文，但要前往開羅南部幾乎是不可能成行的。因此，「從1世紀到14世紀，歐洲再沒有出現一部能與古人媲美的有關紀錄[8]:29」。

- 第四章——冒險家和盜賊（Aventuriers et voleurs，pp. 53–85）：拿破崙遠征埃及促成了兩部鉅著的出版——韋馮·德儂的《波拿巴將軍遠征時期的下埃及和上埃及》以及拿破崙本人下令蒐集資料集結而成的《埃及記行》。這兩部著作霎時間就引燃了異乎尋常的埃及熱：「從1802年到1830年，至少十餘位來自法國、德國、英國、瑞士的著名旅行家，相繼來到埃及，渴望親眼觀察《波拿巴將軍遠征時期的下埃及和上埃及》和《記行》所披露的奇蹟[8]:54。」今天的人很難想像其風靡程度，可說埃及在當時的歐洲一度成為「時尚潮流」，埃及熱（英语：Egyptomania）自然應運而生。對埃及的狂熱產生了一種意想不到的後遺症：盜竊古物。但最重要的是，這一切將促成埃及學的誕生。
- 第五章——學者的時代（L’Ère des savants，pp. 87–99）：佔據這個「時代」的首要地位者毫無疑問是象形文字的破譯者尚-法蘭索瓦·商博良，其他出場的還有與商博良同時代的湯瑪士·楊格、約翰·大衛·阿克布拉德（英语：Johan David Åkerblad）和西爾韋斯特·德·薩西（英语：Antoine Isaac Silvestre de Sacy）等。後商博良時代的學者有卡爾·李察德·萊普修斯，德國埃及學創始者；約翰·加德納·威金遜（英语：John Gardner Wilkinson），英國埃及學之父；原為工程師的法國人艾米爾·普里斯·達文尼（英语：Émile Prisse d'Avennes），因讀了商博良的《埃及語法》而轉投埃及學，並為法國採購了大量埃及古物。
- 第六章——考古學家搶救埃及（Les archéologues au secours de l’Égypte，pp. 101–111）：經過數十年的恣意掠奪、破壞古物，以及對待出土文物漫不經心的態度，終於迎來了「搶救埃及的考古學家」。他們之中有：奧古斯特·馬里耶（英语：Auguste Mariette），直到他於埃及去世時仍然身兼古物總管一職；加斯頓·馬伯樂，馬里耶的繼任者；以及海因里希·卡爾·布魯格希（英语：Heinrich Karl Brugsch），他參與了馬里耶在孟斐斯的考古發掘。
- 第七章——重新發現埃及（L’Égypte retrouvée，pp. 113–127）：該章敘述霍華德·卡特在國王谷發掘圖坦卡門之墓，以及皮耶·蒙泰（英语：Pierre Montet）在塔尼斯的考古發掘（普蘇森尼斯一世、阿蒙涅莫普（英语：Amenemope (pharaoh)）、瑟宋克二世（英语：Shoshenq II）之墓），其時已是20世紀上半葉。如果說圖坦卡門和普蘇森尼斯的陵墓幾乎全球聞名，事實是每年都有新出土的文物遺跡，只不過對它們的認知僅僅侷限在發掘工作組、學者和埃及學期刊的訂閱者。發掘工作一直持續至今日，有系統地探測考古遺址的方法不僅用於埃及本土，也擴展到努比亞地區的發掘工作。所以，「文獻學家、碑銘學者、歷史學家等，孜孜汲汲，研究出土的資料[8]:127」，而「埃及學已經度過了它的童年時代，開始邁入成熟的階段[8]:127」。
- 折疊頁——埃及地圖，多明妮歌·蒂博繪製（Dépliants au détour de la page 128 : Carte d’Égypte dessinée par Dominique Thibault，p. 128）。

該書的第二部份「見證與文獻」（Témoignages et documents），收集了摘錄自各種文獻或文學來源的資料，分成十六個部份。
| 法文初版 | 中譯本                                          |
| -------- | ----------------------------------------------- |
|          | 1. 埃及的戰役（pp. 130–137）                    |
|          | 2. 《埃及記行》（pp. 138–141）                  |
|          | 3. 回歸埃及的風格（pp. 142–143）                |
|          | –                                               |
|          | –                                               |
|          | 4. 東方之行（pp. 144–149）                      |
|          | 5. 攀登金字塔的美國人（pp. 150–151）            |
|          | 6. 一位海軍軍官在菲萊（pp. 152–153）            |
|          | 7. 孟斐斯的神牛墓（pp. 154–157）                |
|          | 8. 恢復卡納克的原貌（pp. 158–163）              |
|          | 9. 菲萊復活記（pp. 164–165）                    |
|          | 10. 挽救阿布辛比勒（pp. 166–173）               |
|          | 11. 掠奪記事（pp. 174–177）                     |
|          | 12. 今日的埃及學（pp. 178–179）                 |
|          | 13. 考古學家的一天（pp. 180–181）               |
|          | 14. 拉美西斯二世的新生（pp. 182–185）           |
|          | –                                               |
|          | 15. 尋找胡夫（pp. 186–191）                     |
|          | 16. 羅浮宮博物館裡的埃及（pp. 192–197）         |
| –        | 埃及諸神（中譯本獨有，李建昌繪圖；pp. 198–201） |
|          | 古埃及年表（pp. 202–206）                       |
|          | 圖片目錄與出處（pp. 208–213）                   |
|          | 索引（pp. 213–223）                             |
|          | –                                               |
|          | 目錄（p. 10）                                   |

## 反響
在Babelio上，基於25條評分，《古埃及探祕》平均得分3.58（最高5分）。在Goodreads上，基於129條評分，平均得分3.81/5。表示「普遍反響良好」。
葡萄牙埃及學家路易斯·曼紐爾·德·阿勞約在他的書評文中寫道：「頗有創意的一本書，文筆優良且插圖精美。[......] 這本迷你書中塞滿了華麗的插畫，其中部份是出自埃及學誕生之初的作品，例如由拿破崙一世下令出版的《埃及記行》，卡爾·李察德·萊普修斯的《埃及和衣索比亞的古蹟》，以及大衛·勞伯茨的《埃及和努比亞》等等。」
強尼·蘭格（Johnni Langer）在《古埃及之謎》一文中寫道：「最近出版的（《古埃及探祕》的巴西葡文版）着實是一件値得慶賀的事，因為該書將作者的淵博學識和高品質的精緻插圖完美結合，[......] 對於想要深入研究考古圖像學的歷史學家而言，是相當重要的。」
俄羅斯埃及學家維克多·索爾金認為「該書簡潔明瞭，作者以略帶風趣的行文向讀者闡述事實，配合精美插圖，其中一部份是相當罕見的圖片。[......] 總的來說，擺在我們面前的是一本介紹埃及考古學的迷你手冊，於那些對埃及只略知皮毛的讀者而言，這本書概略呈現了金字塔國度與歐洲兩千多年文化互動的全景圖。」
專長「藝術史學與藝術考古學」的臺北市立大學助理教授邱建一在古代文明書目推薦文中寫道：「這本書最好的是保留了許多早期探險家留下的文獻，這是現今對古埃及的第一手記載。透過這些記錄可以讓我們重新看到這個帝國的餘暉。雖然，這些文字或許不夠嚴謹，而且一如當時的文體習慣總是文學性太過於濃厚，但是透過他們的眼光可以讓我們重新看到古埃及第一次出現在現代人眼中的眞實樣貌。[......] 這本小書除了主文之外，還附錄了『神名表』、『年表』與『見證與文獻』。這些都是很重要的參考資料，値得一看。這是我的入門書，許多基礎知識都從它而來，我能喜歡它，相信你也應該不會後悔！」

## 延伸閱讀
- 埃及學家商博良：破解古埃及文的天才——「發現之旅」第68冊

## 外部連結
- 官方网站 （法文）